# Zbędowy Murek

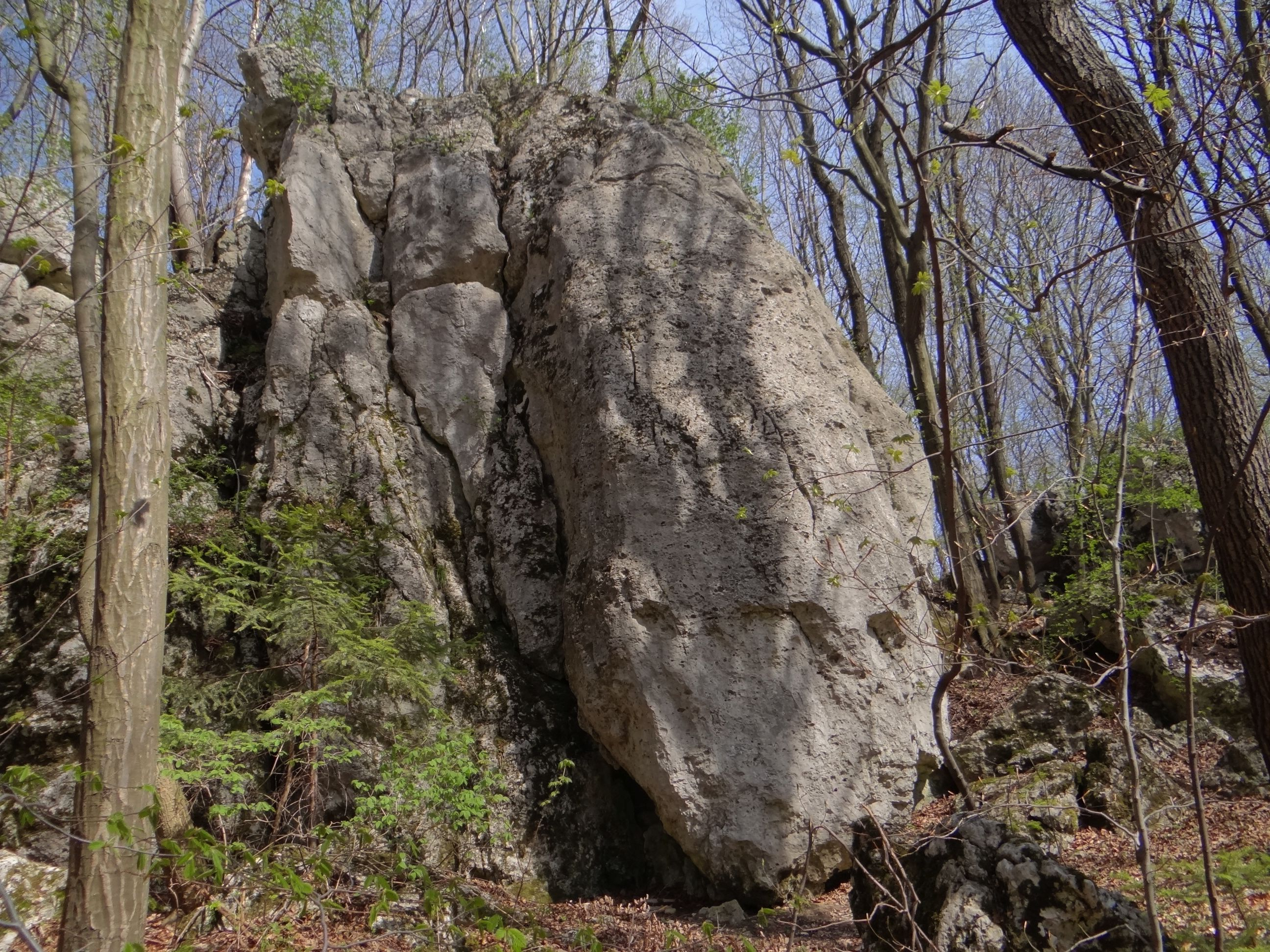

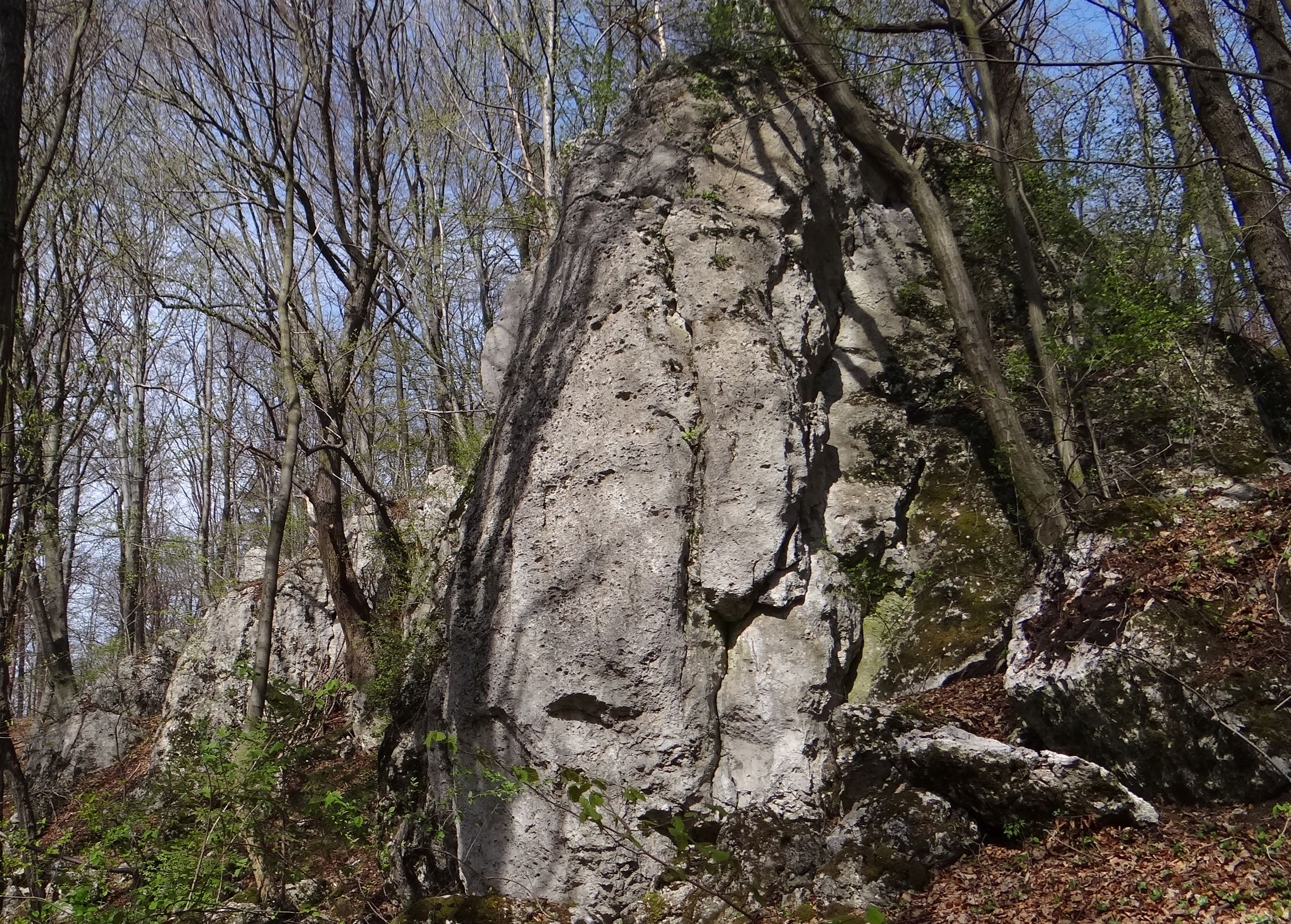

Zbędowy Murek – skała w Dolinie Będkowskiej na Wyżynie Olkuskiej będącej częścią Wyżyny Krakowsko-Częstochowskiej. Administracyjnie znajduje się we wsi Łazy w województwie małopolskim, w powiecie krakowskim, w gminie Jerzmanowice-Przeginia.
Zbędowy Murek znajduje się w bocznym wąwozie będącym orograficznie prawym odgałęzieniem Doliny Będkowskiej. Jest to wąwóz opadający z zabudowanych terenów wsi Łazy do dna Doliny Będkowskiej i mający wylot około 300 m powyżej wąwozu, którym prowadzi asfaltowa droga z dna Doliny Będkowskiej do Łazów. Zbędowy Murek znajduje się w lesie, w niedużej odległości od pól uprawnych. Zbudowany jest z wapieni, ma postać muru skalnego i wysokość 8– 12 m.

## Drogi wspinaczkowe
Przez wspinaczy skalnych Zbędowy Murek zaliczany jest do Grupy Zbędowych Skał. W 2011 roku poprowadzono na nim 8 dróg wspinaczkowych o trudności od IV+ do VI.1+ w skali polskiej. Mają wystawę zachodnią i północno-zachodnią. Część z nich ma zamontowane stałe punkty asekuracyjne: ringi (r) i stanowisko zjazdowe (st). Jest jeszcze jeden projekt, oraz możliwość wytyczenia nowych dróg (Zbędowy Murek I).
Zbędowy Murek II
1. Skwiropolacy; 4r + st, VI, 11 m
2. Lewa sokoskwirówka; IV+, 12 m
3. Prawa sokoskwirówka; V-, 12 m
4. Projekt; st, 12 m
5. Filarek Puszsza; 3r + st, VI, 12 m
6. Dzień Skwira; 3r + st, VI.1+, 12 m

Zbędowy Murek III
1. Dzień Skwira; 3r + st, VI.1+, 12 m
2. Łazanka; V, 12 m
3. Ulewanie; IV+, 11 m[2].

W Zbędowym Murku znajdują się dwa obiekty jaskiniowe: Szczelina w Zbędowych Skałach Pierwsza i Szczelina w Zbędowych Skałach Druga.